# Парасочка Геннадій Павлович
Генна́дій Па́влович Пара́сочка (29 вересня 1975 — 8 грудня 2017) — солдат Збройних сил України, учасник російсько-української війни.

## Життєпис
Народився 1975 року в селищі Північне (Донецька область). Навчався в ЗОШ № 11, потім у професійно-гірничому ліцеї. Протягом 1993—1994 років проходив строкову службу в Артемівській дивізії. По демобілізації був приватним підприємцем.
З лютого 2015 до 2016 року служив за мобілізацією у 81-й бригаді. 9 жовтня 2017 року уклав контракт; солдат, номер обслуги гранатометного відділення 3-го штурмового взводу 2-ї «афганської» штурмової роти 24-го батальйону «Айдар».
8 грудня 2017 року загинув вранці від кулі снайпера під час протистояння з ДРГ противника поблизу селища Травневе (Бахмутський район) — відбулося вогневе зіткнення та обстріл з міномета — група бійців «Айдару» здійснювала вилазку до Доломітного, по Травневому терористи випустили понад пів сотні мін. Тоді ж загинув солдат Олександр Прошкін.
Похований у Торецьку.
Без Геннадія лишились батьки.

## Нагороди та вшанування
- Указом Президента України № 189/2018 від 27 червня 2018 року «за особисту мужність і самовіддані дії, виявлені у захисті державного суверенітету та територіальної цілісності України, зразкового виконання військового обов'язку» — нагороджений орденом «За мужність» III ступеня[1].
- Вшановується в меморіальному комплексі «Зала пам'яті», в щоденному ранковому церемоніалі 8 грудня[2][3].